# چیکالا
چیکالا (به ایتالیایی: Cicala) یک کومونه در ایتالیا است که در استان کاتانزارو واقع شده‌است. چیکالا ۹ کیلومتر مربع مساحت و ۹۶۴ نفر جمعیت دارد و ۸۳۷ متر بالاتر از سطح دریا واقع شده‌است.